# Кохимская битва
Кохимская битва (англ. Battle of Kohima) — сражение во Второй мировой войне между британскими  и японскими войсками, продолжавшееся с 4 апреля по 22 июня 1944 года на территории современного штата Нагаланд в Индии в окрестности города Кохима. Битва закончилась разгромом японской армии и прекращением продвижения японцев. Из-за своего переломного значения её стали называть «Восточным Сталинградом».
Параллельно велась Импхальская битва в окрестностях города Импхал. Японцы перерезали сообщение между Кохимой и Импхалом и удерживали господствующие высоты, однако не смогли взять эти города. Англичане смогли переорганизовать войска и выбить японцев с господствующих высот, а потом перерезать линии снабжения продовольствием, отчего японцы понесли очень большие потери и вынуждены были отступить.

## Три этапа сражения
Сражение проходило в три этапа.

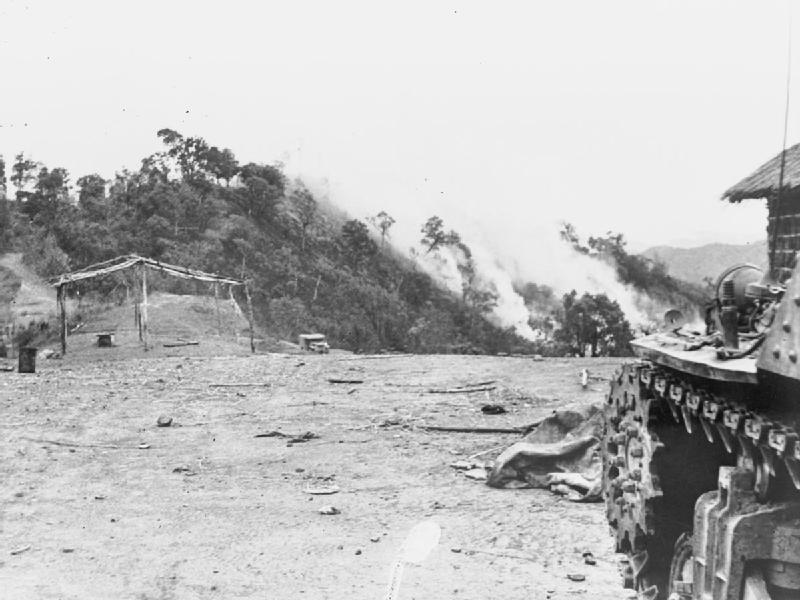
Японская позиция

1. С 3 по 16 апреля 1944 года японцы попытались захватить Кохимский хребет, имеющий стратегическое значение для снабжения и сообщения с Импхалом.
2. С 18 апреля по 13 мая Британская Индийская армия получила подкрепление и контратаковала японцев, вынудив их оставить занятые высоты. Японцы, хотя и отошли, продолжали блокировать дорогу от Кохимы до Импхала.
3. С 16 мая по 22 июня британские войска стали преследовать японцев и освобождать перерезанную дорогу. 22 июня британские части смогли соединиться на 109-й миле дороги, зафиксировав победу над японцами.

## Планы Японии

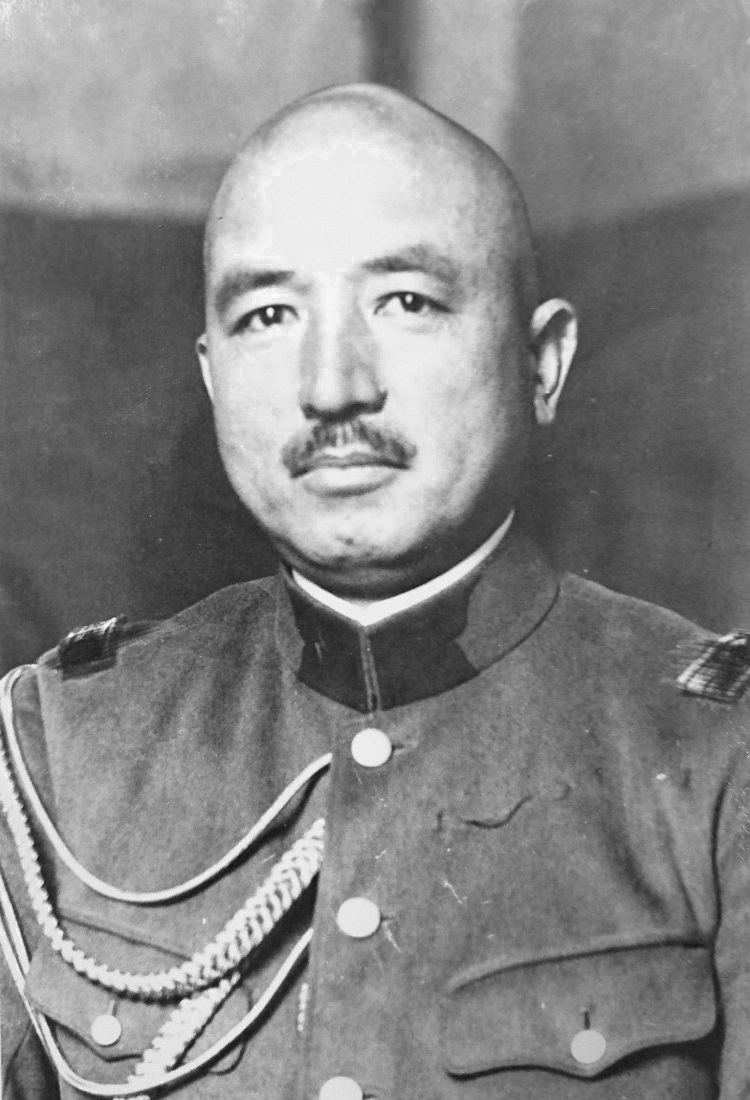
Генерал Мутагути

Японское командование разработало операцию У-го, которая включала атаку Импхала с последующим вторжением в Индию. Стратегию разработал генерал Мутагути Рэнъя.
Начальным этапом этого плана было задумано взятие Кохимы чтобы отрезать Импхал и далее двинуть войска на Димапур, ключевой пункт в долине реки Брахмапутра.
Генерал Котоку Сато занимал позицию активного противодействия Мутагути. Он был отстранён от планирования операции, и критиковал план, предупреждая своё войско о погибели от голода.

## Подготовка к операции
С 15 марта японские войска стали продвигаться на северо-запад, 31-я дивизия пересекла реку Чиндуин около города Хомалин и продвинулась примерно на 100 км через джунгли в сторону индийской границы. Бросок был сделан достаточно быстро, уже 20 марта произошли первые стычки с индийскими войсками в районе Импхала.
С индийской стороны японцам противостояла 40-я парашютная бригада. 6 дней длилась Сангшатская битва, в которой индийские войска потерпели поражение, отступив из-за натиска врага и нехватки питьевой воды. Индийские войска потеряли 600 человек, а японцы — 400 человек, и перехватили запасы еды и обмундирования. Однако японцы были задержаны. Англичане успели перегруппировать войска, усилив оборону Димапура, имевшего стратегическое значение.

## Наступление японцев
До прихода 161-й Индийской бригады защита территории осуществлялась сравнительно малочисленными местными войсками. Когда в конце марта бригада прибыла в Кохиму, она была послана далее на защиту Димапура, что считалось стратегически важнее. Англичане боялись, что японцы бросили на Кохиму малые силы, чтобы отправить на Димапур другим путём основные войска.
310-я дивизия японцев продвинулась к деревне Джессами в 30 милях к востоку от Кохимы, ассамские войска попробовали выступить, но японцы стали наступать и ассамские войска получили приказ отойти. Ночью 3 апреля генерал Миядхаки подошёл к деревне племени нага и стал готовить операцию по захвату Кохимы с юга.
Англичане послали к Кохиме один батальон из 161-й Индийской бригады Королевской Непальской армии, в составе батальона было 2500 солдат, 1000 из которых были небоеспособны.
6 апреля началось сражение April. Батальон индийской бригады попал в трудное положение, не хватало питьевой воды, а японцы пользовались трофейным оружием, захваченным в Сангшаке.
Наиболее упорной была «Битва на теннисном корте», который входил в загородную резиденцию администратора Кохимы и находился рядом с дорогой на Импхал. Обе армии окопались по разные стороны корта. В ночь с 17 на 18 апреля японцы заняли резиденцию и холм Куки Пикет, разрезав гарнизон на две части. Однако японцы не стали преследовать противника, и Индийская бригада укрепилась на «Гарнизонном холме».

## Перегруппировка англичан
Англичанам к середине апреля удалось подвести войска к Димапуру и добиться паритета. После этого была организована массивная атака Кохимы, превратившейся в поле ожесточенных боёв. При этом группы японских и английских войск, дислоцируемых на холмах около резиденции администрации, стояли очень близко друг к другу и вели постоянные бои. 27—28 апреля англичане отбили клубный корпус, занимающий стратегически выгодное положение.

## Контратака англичан
Хотя англичане подтянули мощную артиллерию, японцы хорошо окопались и наступление англичан продвигалось медленно. Танки в этой местности применять было нельзя. Англичане пытались обойти деревню нага. Начались сильные дожди. Британский батальон смог во время дождя обойти хребет со стороны гор и занять часть хребта.
Несмотря на дожди и трудности, к 11 мая англичане смогли занять часть ключевых позиций на Кохимском хребте.
Британцам удалось к 13 мая бульдозером организовать путь для танка, который добрался до теннисного корта и разрушил все японские укрепления, завершив освобождение Кохимского хребта. Британские источники указывали на ужасное состояние японского лагеря.
К англичанам стало прибывать подкрепление, и положение японцев стало ухудшаться. Несколько бригад заняли деревню нага. Тем не менее 16 мая, когда преимущество англичан стало очевидным, японцы продолжали упорно защищать свои позиции в деревне.

## Отход японцев
Решающим фактором теперь стали проблемы с продовольствием у японцев. Запасы, которые были подготовлены на три недели боёв, иссякли. Деревни нага относились к японцам враждебно, англичане принимали специальные меры для лишения японцев каналов поставок продовольствия. Японцы делали несколько вылазок на трофейных джипах в сторону Чиндуина, но находили там только боеприпасы и оружие, но не продовольствие.
В середине мая дивизия генерала Сато стала испытывать голод, при этом Сато был недоволен отсутствием поддержки со стороны генерала Мутагути и с его точки зрения бестолковыми и противоречивыми указаниями от него в апреле, когда тот хотел, чтобы во время ожесточённых боёв за Кохима Сато помог ему в наступлении на Импхал. 25 мая Сато объявил руководству 15 армии о своем отступлении первого июня, если не получит поддержки. 31 мая он покинул деревню Нага и позиции на дороге, вопреки приказам от Мутагути удерживать позицию.
Миядхаки продолжал воевать на дороге на Импхал, но вынужден был также отступить, его подразделения оказались раздроблены, пытаясь отступить на восток и на юг или в сторону войск генерала Сато, также не находя продовольствия.
Отступающих японцев преследовали индийские и английские войска. 22 июня передовые подразделения встретились на 109 миле дороги в Кохиму. Дорога на Импхал была освобождена.
Всего британские и индийские войска потеряли 4064 человека убитыми, ранеными или пропавшими без вести. У японцев 5764 человека погибло во время боёв, и немало солдат 31 дивизии погибло от голода и болезней.

## После битвы
В начале июля генерал Сато был отстранён от командования 31 дивизии. Японские комментарии обвиняют руководство — генерала Мутагути — за непродуманность плана и за трения между ним и Сато, что привело Сато к поражению. Сато отказался совершить ритуал сэппуку и публично выдвинул обвинения в адрес командования 15 армии. С подачи генерала Кавабэ Масакадзу, главнокомандующего всей бирманской армии и начальника Мутагути, врачи объявили, что Сато страдает помешательством и не сможет предстать перед судом.
Большие потери японцев от голода и болезней отрицательно повлияли на боеспособность японской армии в последующий год.